# Ren Korpes
Ren Korpes (20. travnja 1996.), hrvatski reprezentativni kajakaš i kanuist. Natjecao se na Svjetskom senirskom prvenstvu u slalomu i spustu u španjolskom Seu d' Urgelu. Nije se uspio kvalificirati u polufinale discipline K-1 slalom.